# یوری یگوشین
یوری یگوشین (انگلیسی: Yuriy Yegoshin؛ زادهٔ ۲ ژوئن ۱۹۸۵) شناگر اهل اوکراین است.